# Ochumba Lubandji
Ochumba Oseke Lubandji (* 1. Juli 2001 in Lusaka, Sambia) ist eine sambische Fußballspielerin.

## Karriere

### Verein
Ochumba Lubandji spielt zurzeit für den Red Arrows FC.

### Nationalmannschaft
Mit der sambischen Fußballnationalmannschaft nahm sie am Afrika-Cup 2018 teil. Zudem war sie Teil des Kaders beim Olympiaturnier der Spiele 2020 und kam hier in allen drei Partien zum Einsatz. Im folgenden Jahr wurde sie beim Afrika-Cup 2022 eingesetzt und erhielt hier fünf Einsätze, Sambia beendete das Turnier auf dem dritten Platz.
Am 3. Juli 2023 wurde sie in den sambischen Kader für die Weltmeisterschaft 2023 nominiert.